# Leptothorax aguayoi
Leptothorax aguayoi är en myrart som först beskrevs av Wheeler 1931.  Leptothorax aguayoi ingår i släktet smalmyror, och familjen myror. Inga underarter finns listade i Catalogue of Life.